# Doriva (football, 1987)
Dorival das Neves Ferraz Júnior, dit Doriva, est un footballeur brésilien né le 13 avril 1987 à Sorocaba. Il évolue au poste de milieu défensif.

## Biographie
Doriva joue au Brésil, en Grèce et au Japon.
Il dispute deux matchs en Copa Sudamericana avec l'équipe de Figueirense.